# اتفاق المدينة المنورة 1992
اتفاق المدينة المنورة 1992 هي اتفاقية حدودية جرى التوقيع عليها بين المملكة العربية السعودية ودولة قطر عام 1992 لحل الخلاف الحدودي بين البلدين وذلك عشية انعقاد القمة الـ13 لقادة دول مجلس التعاون الخليجي في أبوظبي. نص الاتفاق على تشكيل لجنة سعودية قطرية مشتركة لتنفيذ الاتفاق الحدودي المعقود بين البلدين عام 1965.

## مساعي الاتفاق
تم التوصل إلى الاتفاق السعودي القطري بعد جهود بذلها حسني مبارك بين البلدين، واتخذت شكل محادثات اجراها في المدينة المنورة مع  فهد بن عبد العزيز آل سعود، وفي الدوحة مع خليفة بن حمد آل ثاني أمير دولة قطر. وقد وصل الرئيس مبارك إلى المدينة المنورة يوم 17 ديسمبر 1992، وتباحث مع الملك فهد ثم انتقل في اليوم نفسه إلى الدوحة حيث تباحث مع الشيخ خليفة بن حمد وعاد في اليوم التالي إلى المدينة المنورة لاطلاع الملك فهد على حصيلة محادثاته مع أمير قطر. وفي صباح السبت 19 ديسمبر وصل أمير قطر إلى المدينة المنورة حيث اجتمع بالملك فهد وعقدت في اليوم نفسه قمة ثلاثية ضمت الملك فهد والرئيس مبارك وأمير قطر، ومساء الأحد 20 ديسمبر صدر بيان مشترك عن المحادثات السعودية القطرية: «في يوم السادس والعشرين من شهر جمادي الآخرة عام 1413 هـ الموافق 20 كانون الاول ديسمبر 1992م التقى خادم الحرمين الشريفين الملك فهد بن عبدالعزيز عاهل المملكة العربية السعودية وصاحب السمو الامير الشيخ خليفة بن حمد ال ثاني امير دولة قطر في حضور فخامة الرئيس محمد حسني مبارك رئيس جمهورية مصر العربية في المدينة المنورة. وانطلاقاً من ايمان الدول الثلاث بوجوب تعزيز الوشائج والروابط الحميمة بين البلدين والشعبين الشقيقين وحرصاً على تغليب روح الاخوة والتضامن بين المملكة العربية السعودية ودولة قطر في اطار المصالح القومية. استعرض زعماء الدول الثلاث التطورات التي طرأت في الفترة الاخيرة بين الدولتين الشقيقتين المملكة العربية السعودية ودولة قطر، وايماناً منهم بحل الخلاف الطارئ بين البلدين تم الاتفاق على تنفيذ الاتفاق الحدودي».

## بنود الاتفاق
- تنفيذ الاتفاق الحدودي المعقود بين المملكة العربية السعودية ودولة قطر في الحادي عشر من شهر شعبان 1385 هـ الموافق 4 كانون الأول ديسمبر 1965، وتم الاتفاق على إضافة خريطة موقعة من قبل الطرفين يبين فيها خط الحدود النهائي والملزم لكلا الطرفين.
- تشكيل لجنة سعودية - قطرية مشتركة وفقاً للمادة الخامسة من الاتفاقية يناط بها تنفيذ اتفاق عام 1385 هـ الموافق 1965 ميلادي بجميع بنوده وأحكامه وما جاء في هذا البيان المشترك. وتعكف هذه اللجنة على وضع علامات الحدود طبقاً للخريطة المرفقة. ولها ان تستعين في عملها بشركة مسح يتفق عليها وفقاً للمادة الثالثة من الاتفاقية بحيث تنتهي اللجنة من انجاز خريطة نهائية يوقع عليها الطرفان، وتعتبر الخريطة النهائية جزءاً لا يتجزأ من اتفاق عام 1965.
- تنتهي اللجنة من أداء مهمتها المذكورة خلال عام واحد من تاريخ توقيع هذا البيان المشترك.

## التوقيع
حُرر البيان ووقع في المدينة المنورة في 26 جمادى الآخرة 1413 هـ الموافق 20 ديسمبر 1992، وحرر في ثلاثة اصول متطابقة.
قام وزيري الخارجية السعودي سعود الفيصل والقطري حمد بن جاسم بن جبر آل ثاني بتوقيع الاتفاق الحدودي في المدينة المنورة. وقام وزير الخارجية المصري عمرو موسى بالتوقع بصفته وسيطًا.